# Kukuya (langue)
Pour les articles homonymes, voir Kukuya.
Le kukuya est une langue bantoue parlée par la population 77 000 locuteurs en république du Congo. Elle fait partie des langues teke.